# 3434 Hurless
3434 Hurless este un asteroid din centura principală, descoperit pe 2 noiembrie 1981 de Brian Skiff.